# Ініціація (роман)
Ініціація — роман Люко Дашвар, опублікований 2018 року. Епіграфом роману обрано слова Блаженнішого Любомира Гузара: На світі дуже мало людей.

## Назва
Ініціа́ція (від лат. initiatio «посвячення») — звичай, що був широко розповсюджений у первісних і традиційних суспільствах народів світу, суть якого полягає у переведенні юнаків і юнок у дорослі вікові класи. Ініціація мала на меті підготовку підліткового покоління до виробничого, суспільного, шлюбного і духовного життя в межах своєї групи.

## Сюжет
Старенька Наталя Іванівна Костомарова нічого не пам'ятає з того моменту, коли «чорні ріелтори» цілком законним способом через нотаріуса Германа позбавили її квартири у місті і вона якимось чином опинилася на Богом забутому віддаленому хуторі. Без паспорта, лише з документами на купівлю хати померлого хуторянина. Жила собі колись в Києві, на Хорива, і раптом — хутір… Лише бродячий пес спостерігає, як нерозумна людина покинула теплі обжиті місця і, насилу перебираючи ногами, несе своє тіло крізь холод. Чи не єдиний місцевий мешканець Павло Перегуда намагається відшукати хоч щось з історії столичного життя божевільної бабці. Через кохану жінку виходить на ім'я Герман.
Приблизно в цей самий час дівчині наснився дивний сон. Чи сон, чи щось інше спонукало 31-річну героїню
скласти заповіт. Із проханням вона звертається до нотаріуса Германа. Герман грайливо натякає на секс, аж раптом зникає у невідомому напрямку. Героїня шукає Германа, а знаходить Блека, для якого вона Рома-Роза. Згодом Блек стає Тимуром, це вже зовсім інші відносини.
Книга старого нотаріуса, борщові набори для воїнів у волонтерській квартирі, дівочі теревені, бурхливе кохання, зради і розлучення, сни, думки, реалії, фантазії — все зливається у дивний вир.
«Хто Ви, пані?» — це запитання раз у раз героїня чує від абсолютно різних і незнайомих людей. Хто ж вона дійсно така? І чи здатна вона витримати ініціацію на право називатися Людиною? Шляхи обох жінок — старої і молодої — мусять перетнутися.

## Цитати
|  | ...бриті наголо бородані всі до одного для мене — новонавернені мусульмани, і це не те, що викликає підозру, але бентежить і насторожує, бо ніколи раніше в західній цивілізації чоловіки не переносили волосся з голови на підборіддя так радикально. А нині якого біса? У чому глибинна суть тренду? |

|  | Може б, краще — під стіни Міністерства оборони. І в лоба: ма… ти ваша Мотря! Доки нам борщові набори слати на схід? Чи ви тому все й розкрадаєте, як підірвані, бо знаєте: хоч Земля трісне, а борщові набори від волонтерів до хлопців дійдуть? |

|  | обізнана геть у всьому гонориста Людка так від батьківських ідей знудилася, що аж на Пашку погодилася, а Пашка у власних трусах заплутався, і все фінішувало ще до фактичного фізичного контакту. От тоді-то малий Перегуда і дійшов карколомного висновку: стосунки з жінками для нього — повна срака, і йти йому по життю з тою сракою, як верблюду з горбом. |

## Критика
- Твори Дашвар Люко традиційно читаються напрочуд легко, не зважаючи на багатогранність сюжетних ліній і круті згини кожної з них. «Ініціація» дещо переповнена снами героїні (часом сон займає цілу частину книги). Хочеться перегорнути такі сторінки.
- Звичайні читачі, не критики, також звертають на це увагу, оскільки в порівнянні з більш ранніми творами «Ініціація» часом занадто нудна.

|  | це абсолютний крок назад. Навіть стрибок. Не інакше. Після Покрову шанувальники творчості Ірини Чернової очікували чогось неймовірного, вражаючого. По факту видається, ніби авторка знайшла якісь старі нотатки періоду написання книги Село не люди і додала туди елементи книги Покров . Вийшло, як колись співала Таня Буланова, «Я его слепила из того, что было…» і далі за текстом. www.livelib.ru/book/1002844760-initsiatsiya-lyuko-dashvar |

|  | найбільше розчарування – це анотація від видавництва. По-перше, забагато всього і «не по темі». По-друге, помилки, наприклад – Блейк, коли героя кличуть Блек (від слова “чорний”). І третє, найбільша неприємність – ім’я головної героїні. Письменниця досить довго не називає його, дає ій якісь прізвиська – цікавий художній прийом у контексті цього роману. КСД залишив це ім’я у анотації. Рекомендую не читати її.blog.yakaboo.ua/projty-iniciaciyu/ |